# Böröndi Bence
Böröndi Bence (Sopron, 1989. szeptember 6. –) magyar színművész.

## Életpályája
Szülővárosában 2009-ben érettségizett a helyi Széchenyi István Gimnáziumban. 2009–2011 között az Új Színház stúdiójában és a Keleti István Szakközépiskolában tanult. 2011–2016 között a Színház- és Filmművészeti Egyetem hallgatója volt. 2016-tól a Budaörsi Latinovits Színház tagja. A Keleti István Művészeti Szakközépiskola tanára.

## Fontosabb színházi szerepei
- William Faulkner: Míg Fekszem Kiterítve (Szereplő) – 2017/2018
- Cziglényi Boglárka: Fény Presszó (Férfi) – 2017/2018
- Georg Büchner: Woyzeck (Doktor ) – 2017/2018
- Thornton Wilder: A Házasságszerző (Ambrose Kemper) – 2017/2018
- John Steinbeck: Egerek És Emberek (George) – 2017/2018
- Görgey Gábor: Komámasszony, Hol A Stukker? ( K. Müller) – 2017/2018
- Samuel Beckett: Godot-Ra Várva (Lucky, Lucky) – 2016/2017
- Mihail Jurjevics Lermontov: Álarcosbál (Jevgenyij Alekszandrovics Arbenyin) – 2016/2017
- Karel Čapek: A Fehér Kór (Kiképzőtiszt, Miniszter, Fiú) – 2016/2017
- William Shakespeare: Iii. Richárd (York Herceg, York Herceg, York Herceg) – 2016/2017
- Thomas Middleton – William Rowley: Maskarák (Lollio, Alibius Szolgája) – 2016/2017
- Alfonso Paso: Hazudj Inkább, Kedvesem! (Juan) – 2016/2017
- Magyar Állapotok (Szereplő) – 2015/2016
- Carlo Collodi – Litvai Nelli: Pinokkió (Hajóskapitány, I. Nyest, 1. Nyúl) – 2015/2016
- William Shakespeare: Rómeó És Júlia (Benvolio, Montague Unokaöccse, Romeo Barátja) – 2015/2016
- Szigligeti Ede – Vecsei H. Miklós – Kovács Adrián: Liliomfi (Szellemfi, Segédteátrista, Szellemfi, Segédteátrista) – 2015/2016
- Kacsóh Pongrác – Bakonyi Károly – Heltai Jenő: János Vitéz (Bartoló) – 2015/2016
- Darvasi László: Adieu Paure Carneval (Szereplő) – 2015/2016
- William Shakespeare: Athéni Timon (Festő, Festő) – 2014/2015
- Gerhart Hauptmann: A Bunda (Krűger) – 2014/2015
- Alfred Jarry: Übü Király (Szereplő, Szereplő) – 2014/2015
- Borbély Szilárd: Nincstelenek (Szereplő) – 2014/2015
- Térey János: Nibelungbeszéd (Dankwart) – 2013/2014
- William Shakespeare: Hamlet (Szereplő) – 2013/2014
- Michel De Ghelderode: Virágos Kert (Résztvevő) – 2010/2011

## Film- és sorozatszerepei
- Doktor Balaton (Kalapács Gergő) – 2021
- Hotel Margaret (Tamás) – 2022
- Keresztanyu (Eladó srác) – 2022

## Díjai, elismerései
- Soós Imre-díj (2022)[8]